# أولف فرايبيرج
أولف فرايبيرج (بالسويدية: Ulf Friberg)‏ هو كاتب سيناريو ومخرج ومخرج وممثل سويدي، ولد في 4 أكتوبر 1962 في Nässjö ‏ في السويد.

## أعمال

### أفلام
- (2012)  في مصلحة الأمة[3]

## وصلات خارجية
- أولف فرايبيرج على موقع IMDb (الإنجليزية)
- أولف فرايبيرج على موقع ألو سيني (الفرنسية)
- أولف فرايبيرج على موقع أول موفي (الإنجليزية)
- أولف فرايبيرج على موقع قاعدة بيانات الأفلام السويدية (السويدية)
- أولف فرايبيرج على موقع قاعدة بيانات الفيلم (الإنجليزية)
- أولف فرايبيرج على موقع كينوبويسك (الروسية)